# 南樸茨茅斯 (英國國會選區)
南樸茨茅斯（英語：Portsmouth South），英國國會一郡選區，包括英格蘭東南部漢普郡樸茨茅斯南部。始設於1918年。
本區自設立以來多支持保守黨，但在1997年至2015年支持自民黨的邁克爾·漢考克。2010年大選中他以45.9%選票勝出該區成功連任，成為當年東南英格蘭四個自民黨議員之一。2015年回復支持保守黨，但兩年後改為支持工黨至今。